# Plainte à la belle banquière
La Plainte à la belle banquière est un poème en sixains d'heptasyllabes de Tristan L'Hermite, publié en 1638 dans le recueil des Amours.

## Présentation

### Texte
La Plainte à la belle banquière est constituée de seize sixains d'heptasyllabes, sur le ton d'un madrigal « spirituel et charmant » :
Philis, vous avez eu tort

D'avoir rebuté si fort

Mes vœux et mes sacrifices ;

Vous aurez des entretiens

Et recevrez des services

Qui ne vaudront pas les miens.

### Publication
Le poème est publié en 1638 dans le recueil des Amours.

## Postérité

### Hommage
Jacques Madeleine regrette que « M. Bernardin emploie plus de deux-cents pages à étudier successivement chacun des huit ouvrages dramatiques. Vingt-cinq pages lui suffisent pour examiner les quatre recueils principaux de sonnets, de poèmes et de stances ». 
Dans son édition des Plaintes d'Acante, en 1909, il revient sur la soutenance de thèse de juillet 1895 intitulée « Un Précurseur de Racine : Tristan L'Hermite ». Parmi les membres du jury, Émile Faguet regrettait « que le chapitre sur les poésies fût si court », ajoutant que « M. Petit de Julleville a tenu à lire à l'auditoire la Belle banquière, qui m'a paru obtenir un vrai succès. C'est plus qu'il n'en fallait pour rétablir l'équilibre ! »

### Éditions nouvelles
En 1909, Adolphe van Bever retient la Plainte à la belle banquière dans la collection « Les plus belles pages » pour le Mercure de France. En 1925, Pierre Camo publie une réédition intégrale des Amours. En 1960, Amédée Carriat retient le poème dans son Choix de pages de toute l'œuvre en vers et en prose de Tristan. En 1962, Philip Wadsworth le reprend également dans son choix de Poésies de Tristan pour Pierre Seghers.

### Éditions modernes

#### Œuvres complètes
- Jean-Pierre Chauveau et al., Tristan L'Hermite, Œuvres complètes (tome II) : Poésie I, Paris, Honoré Champion, coll. « Sources classiques » (no 41), 2002, 576 p. (ISBN 978-2-745-30606-7)

#### Anthologies
- Pierre Camo (préface et notes), Les Amours et autres poésies choisies, Paris, Garnier Frères, 1925, XXVII-311 p.
- Amédée Carriat (présentation et annotations), Tristan L'Hermite : Choix de pages, Limoges, Éditions Rougerie, 1960, 264 p.
- Adolphe van Bever (notice et appendices), Tristan L'Hermite, Paris, Mercure de France, coll. « Les plus belles pages », 1909, 320 p. (lire en ligne)
- Philip Wadsworth (présentation et notes), Tristan L'Hermite : Poésies, Paris, Pierre Seghers, 1962, 150 p.

### Ouvrages cités
- Napoléon-Maurice Bernardin, Un Précurseur de Racine : Tristan L'Hermite, sieur du Solier (1601-1655), sa famille, sa vie, ses œuvres, Paris, Alphonse Picard, 1895, XI-632 p.
- Amédée Carriat, Tristan, ou L'éloge d'un poète, Limoges, Éditions Rougerie, 1955, 146 p.
- Jacques Madeleine (introduction, notes et analyse), Les Plaintes d'Acante et autres œuvres, Paris, Édouard Cornély & Cie, 1909, XXXI-242 p. (lire en ligne)